# Sydney Lamb
Sydney MacDonald Lamb (nacido el 4 de mayo de 1929) es un lingüista norteamericano y profesor en la Rice University.
Se especializa en lingüística neurocognitiva y su gramática estratificacional es una teoría alternativa a la gramática transformacional de Noam Chomsky. Realizó investigaciones sobre las lenguas indias de Norteamérica, específicamente las localizadas en el área en que se encuentra California. 
Sus contribuciones teóricas van de la lingüística histórica a la lingüísica computacional, y teorías sobre la estructura gramatical. Es principalmente conocido como padre de la teoría relacional del lenguaje o «teoría estratificacional», ha estudiado la relación que este tiene con estructuras neurológicas y con el proceso de pensamiento. Desarrolló la noción de semema como objeto de estudio semántico, por analogía con morfema y fonema. 
La obra de Lamb ha servido de inspiración a la teoría de la Dependencia conceptual de Roger Schank, una metodología de representación del significado de la lengua dentro del área de la Inteligencia artificial.
- Datos: Q5561143